# راکفل (آیووا)
راکفل (به انگلیسی: Rock Falls) شهری در ایالت آیووا کشور ایالات متحده آمریکا است که جمعیت آن در سرشماری سال ۲۰۱۰ میلادی، ۱۵۵ نفر بوده‌است.